# Beleriand
Il Beleriand è una regione di Arda, l'universo immaginario creato dallo scrittore inglese J. R. R. Tolkien. Il Beleriand costituiva la regione nordoccidentale della Terra di Mezzo durante la Prima Era ed è l'ambientazione della gran parte degli eventi del Silmarillion.

## Etimologia
Il Beleriand ebbe molti nomi diversi nelle scritture di Tolkien precedenti: Broceliand, Broseliand, Golodhinand, Noldórinan, Geleriand, Bladorinand, Belaurien, Arsiriand, Lassiriand, Ossiriand (l'ultimo venne usato come nome di una regione del Beleriand). In origine il nome era dato solo alle terre circostanti la Baia di Balar, ma in seguito il nome venne usato per indicare tutta la regione. L'elemento Beler/Balar si crede che si riferisca al maia Ossë, che venne ad abitare spesso sulle coste di Balar.

## Descrizione

### Geografia
Il Beleriand era bagnato a ovest e a sud dal mare Belegaer e a nord-ovest i ghiacci dello Helcaraxë separavano il continente dalle terre di Aman. A nord si ergevano gli altopiani dello Hithlum, del Dorthonion e i colli di Himring e a est gli Ered Luin separavano il Beleriand dall'Eriador. Da est a ovest si ergeva una lunga muraglia di colli, conosciuta come Andram, a est della quale scorrevano il fiume Gelion e i suoi sei affluenti, in una zona conosciuta come Ossiriand. Il fiume Sirion, scorrendo da nord a sud, divideva la regione in un Beleriand occidentale e in Beleriand orientale e scompariva nella terra dopo le Paludi del Sirion, e riemergeva sotto l'Andram alle Porte del Sirion.
Al termine della Prima Era il Beleriand fu in gran parte distrutto durante la Guerra d'Ira scatenata dei valar contro Melkor e ne rimasero solo pochi frammenti, tra i quali parte dell'Ossiriand, da allora conosciuto come Lindon, e varie isole, tra le quali Tol Morwen, che ospitava le tombe di Túrin, Morwen e Nienor, Tol Fuin (ciò che rimaneva del Dorthonion) e Himring.

#### Doriath
Il Doriath ("Terra della cintura") era il principale regno dei sindar, guidati da re Thingol e dalla regina Melian. Thingol vi fece costruire la città di Menegroth. In seguito agli attacchi di Melkor Melian eresse una cintura di incantesimi che respingeva chiunque osasse attraversarla senza il consenso del re.
La rovina del Doriath fu causata dal Silmaril recuperato da Beren e Lúthien: infatti esso fu la causa della morte di Thingol, ucciso dai nani desiderosi di impossessarsi del prezioso gioiello; in seguito alla morte del re, la conseguente scomparsa di Melian dalla Terra di Mezzo comportò la caduta della cintura e l'esposizione del regno ai suoi nemici. Il Doriath fu prima attaccato dai nani, per poi essere governato per qualche anno da Dior, nipote di Thingol. Il regno fu poi definitivamente distrutto dai figli di Fëanor, che rivendicavano la proprietà del Silmaril, e gli abitanti si rifugiarono nelle Bocche del Sirion.
A ovest del Doriath, separato dal fiume Teiglin, stava la foresta del Brethil, sede della Casa di Haleth.

#### Dorthonion

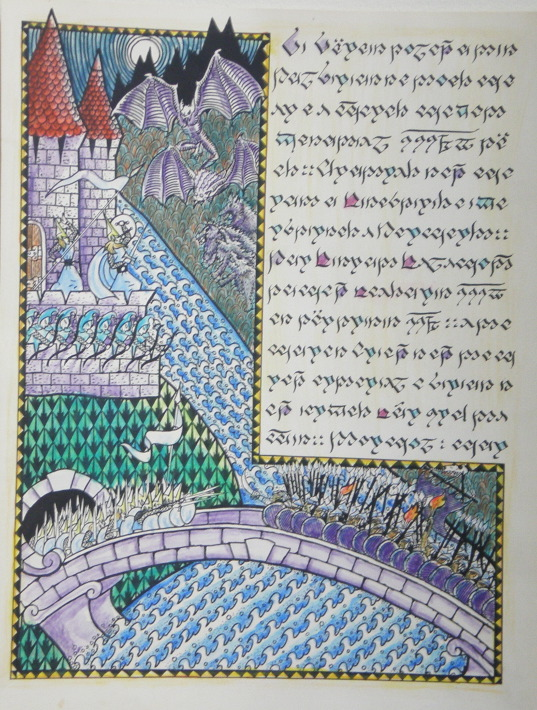
Illustrazione della torre di Minas Tirith attaccata dalle armate di Sauron, Tom Loback

Il Dorthonion ("Terra dei pini") costituiva un altopiano situato tra il Beleriand e la pianura di Ard-galen. Era lungo 60 leghe da est a ovest. Nel nord si alzava gradatamente dalla pianura, con vaste foreste di pini. Gli Ered Gorgoroth formavano il confine a sud, a est si estendeva il Passo di Aglon e a sud e a ovest gli Echoriath circondavano la città nascosta di Gondolin. Le più elevate insenature del fiume Sirion passavano tra il pendio occidentale del Dorthonion e gli Ered Wethrin.
Il Dorthonion venne governato dai figli di Finarfin Angrod e Aegnor e vi si stabilirono gli uomini della Casa di Bëor. In occasione della Dagor Bragollach la regione venne invasa da Melkor e da allora venne conosciuta come Taur-nu-Fuin ("Bosco atro"). Gli abitanti ne vennero scacciati e nel corso degli anni seguenti un gruppo di uomini guidati da Barahir oppose resistenza alle forze di Melkor.
A ovest del Dorthonion si estendeva il Passo di Sirion. Qui, nell'isola di Tol Sirion, Finrod fece costruire la torre di Minas Tirith con lo scopo di sorvegliare la valle. In seguito alla Dagor Bragollach nella torre si insediarono Sauron e i suoi lupi mannari. Da allora la torre venne conosciuta come Tol-in-Gaurhoth ("isola dei lupi mannari"). Nella ricerca dei Silmaril, Beren, Finrod e i loro compagni vi furono imprigionati e vi morirono uno ad uno, tranne Beren, la cui vita venne salvata dal sacrificio di Finrod e dall'intervento di Lúthien e Huan. In seguito a questa impresa Lúthien ottenne il controllo dell'isola e ne scacciò il male.

#### Falas
Il Falas costituiva una regione costiera attraversata dai fiumi Brithon e Nenning; essa divenne un regno dei sindar guidati da Círdan, che vi fondarono le città portuali di Brithombar ed Eglarest. A difesa degli attacchi delle forze di Melkor, Finrod vi fece erigere la torre di Barad Nimras. Un anno dopo la Nírnaeth Arnoediad il Falas venne invaso da Melkor e gli abitanti che non vennero uccisi o catturati fuggirono nell'isola di Balar.

#### Hithlum
Lo Hithlum era situato nel nord-ovest del Beleriand e comprendeva le regioni del Dor-lómin e del Mithrim, dove si trovava l'omonimo lago. Era delimitato a ovest dalla catena degli Ered Lómin e a est dagli Ered Wethrin. La costa era spezzata dal fiordo di Drengist. La regione confinava a ovest con il Lammoth e a sud-ovest con il Nevrast.
Venne governato da Fingolfin e dal figlio Fingon e fu una delle principali roccaforti dei noldor. La regione del Dor-lómin accolse poi gli uomini della Casa di Hador. In seguito alla Nírnaeth Arnoediad i locali elfi vennero deportati da Melkor e nella regione si stabilirono gli Esterling, che ridussero in sudditanza le popolazioni della Casa di Hador.

#### Nan Emloth
A est del Doriath, a sud-est del fiume Celon, era situata la fitta foresta del Nan Emloth, residenza dell'elfo Eöl, a cui la potestà del territorio fu concessa da Thingol in cambio della spada Anglachel.

#### Nevrast
Il Nevrast ("Riva vicina"), situato a sud-ovest dello Hithlum, venne governato da Turgon, che vi fondò la città di Vinyamar; esso fu il regno dove i noldor e i locali sindar si mescolarono maggiormente. Nell'anno 116 della Prima Era Turgon abbandonò il Nevrast e fece trasferire tutto il suo popolo nella città nascosta di Gondolin. Da allora la regione rimase disabitata.

#### Ossiriand
L'Ossiriand (terra dei sette fiumi) era un territorio a Ovest dei monti Azzurri e a Est del Gelion, abitato dai Laiquendi e attraversato da 5 fiumi (Ascar, Thalos, Legolin, Brithor, Duilwen e Adurant). Parte di esso sopravvisse alla Guerra dell'ira e venne chiamato Lindon. Sull'isola di Tol Galen vissero Beren e Luthien tornati da Valinor.

#### Isola di Balar
L'isola di Balar si ergeva nell'omonima baia e secondo le leggende sarebbe un frammento staccatosi da quella che sarebbe poi divenuta Tol Eressëa. Essa divenne un rifugio per tutti quegli elfi che fuggivano dalle guerre del Beleriand.
| Controllo di autorità | LCCN (EN) sh00006412 · J9U (EN, HE) 987007292875605171 |